# 國民革命軍陸軍新編第五軍
國民革命軍新編第五軍，历史上曾五次组建。

## 第一次组建：叶开鑫部
1927年3月，叶开鑫第3师改编为新编第5军，叶开鑫任军长。1927年6月改编为国民革命军第四十四军。

## 第二次组建：建国豫军樊钟秀部
1930年5月，建国豫军总司令樊钟秀与阎锡山、冯玉祥合作反蒋失败后，被改编为国民革命军第8方面军：
- 第17师，王泰任师长；
- 第18师，焦文典任师长。

不久第17、第18师合编组成新编第五军，郜子举任军长，下辖第17、第18师编制不变。
1931年春，该军番号撤消，所属部队缩编为新编第20师。

## 第三次组建：河北民军孙殿英部
1937年上半年，孙殿英在冀、豫两省组建河北民军。南下撤退时蒋介石给其冀察游击司令番号，下辖两个支队。1939年4月，孙殿英将上述两个支队扩编为两个师，并组建新编第五军，隶属第一战区。
- 军长孙殿英
- 副军长邢肇棠
- 暂编第3师，孙殿英兼任师长；
- 暂编第4师，康强任师长。

1939年12月，参加冬季攻势作战。1941年改隶国民革命军第三十四集团军。1942年改隶国民革命军第二十四集团军。1943年5月在河南林县投敌，番号撤消。

## 第四次组建：东北战场的中央嫡系
1947年9月陈诚主政东北后，开始扩军。1947年11月7日彰武战役之后，陈诚以第九十四军第43师（土木系的嫡系师）、第五十二军第195师组建新五军：
军长陈林达（原第195师师长）
- 第43师：师长留光天
- 第195师：师长谢代蒸（黄埔六期步科，第2师第6团出身，1945年2月随陈林达调第195师任第585团团长；1947年2月22日接任阵亡的何世雄任副师长）
- 暂编第54师：原保安部队改编，师长马辙（黄埔七期，第200师战车团团长出身，由东北长官部高参调任师长）

1947年12月，陈诚以新五军等5个军向沈阳以北攻击前进。1948年1月1日新五军由沈阳、新明装车，到达巨流河车站下车，向黄家山、公主屯一带发动进攻。1月6日，因战事不利，陈诚下令新五军撤退到巨流河一线据守。谢代蒸在指挥作战时受伤，随后率师部撤出安福屯向军部靠拢。1月7日凌晨决战，军长陈林达、第43师师长留光天、副师长陈化龙，第195师师长谢代蒸、副师长阎资筠等先后被俘。

## 第五次组建
1948年6月，东北剿总再次组建新五军，军长劉雲瀚。下辖：
- 第26师，原属第四十九军。师长彭巩英/张越群
- 暂编第50师，师长吴宝云；
- 暂编第60师，师长陈膺华。辽阳保安总队改编，约五千多人

1948年11月该军从秦皇岛撤退天津市区，改隶华北剿总，改番号为国民革命军第八十六军。